# Yordanis Borrero
Yordanis Borrero-Lamouth (L'Avana, 3 gennaio 1978) è un ex sollevatore cubano che ha gareggiato nella categoria dei pesi leggeri (fino a 69 kg).

## Carriera
Nel 2003 Yordanis Borrero ha partecipato ai Giochi Panamericani di Santo Domingo, vincendo la medaglia d'oro con 317,5 kg nel totale.
Quattro anni dopo si è ripetuto ai Giochi Panamericani di Rio de Janeiro 2007, conquistando nuovamente la medaglia d'oro con 317 kg nel totale.
L'anno successivo Borrero ha partecipato alle Olimpiadi di Pechino 2008, terminando le sue prove al 4º posto finale con 328 kg nel totale, ma, in seguito a successivi e più approfonditi controlli, l'armeno Tigran Gevorg Martirosyan, terzo classificato in quella competizione, è risultato positivo al doping e così squalificato e privato della medaglia di bronzo, la quale è stata pertanto riassegnata a Yordanis Borrero.
Ai Campionati mondiali di sollevamento pesi Borrero vanta un 4º posto nell'edizione di Santo Domingo 2006 con 316 kg nel totale.